# The Northern Scot

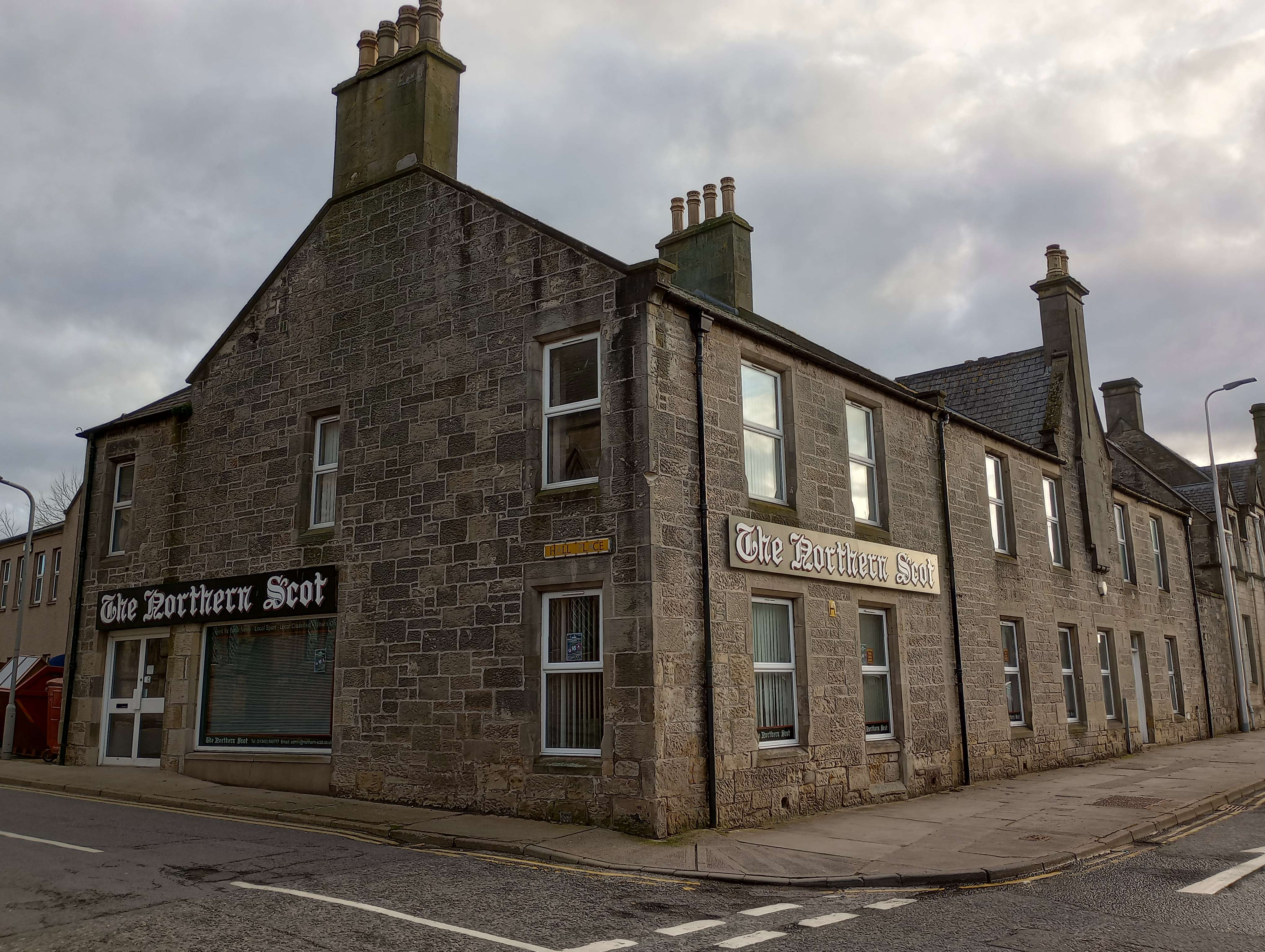
The Northern Scot

The Northern Scot é um jornal publicado em Moray, Escócia.